# José Harari
José Harari Srur, conocido como «el viejo Harari» (Santa Fe, 1 de agosto de 1915-Uruguay, marzo de 1995), fue un intelectual y activista político comprometido con la revolución social desde joven. Estudioso del marxismo y doctor en abogacía, escribió varios libros y participó activamente en la vida política de Uruguay. Detenido por su vinculación al Movimiento de Liberación Nacional Tupamaros y torturado, se exilió para retornar a Uruguay pocos meses antes de fallecer.

## Biografía
Nació en Santa Fe (Argentina) el 1 de agosto de 1915. Su familia, de origen judío sefaradí proveniente de Siria, se instala en Montevideo, Uruguay, cuando aún era adolescente. Desde joven se interesa por los problemas sociales y adhiere a la Juventud Comunista. Milita activamente y presta particular interés al estudio de los teóricos del comunismo, en particular Marx, Engels y Lenin.
A los 21 años ingresa en la Facultad de Derecho de la Universidad de la República (Montevideo, Uruguay) y al año siguiente publica Introducción a la Economía Política marxista con prólogo de Carlos Quijano.
Dos años después lo detienen por su militancia contra la dictadura de Gabriel Terra y es desterrado a México.
En su primer exilio profundiza sus estudios en Economía Política y Teoría del Estado y es profesor en la Escuela de Maestros en la capital mexicana. Su motivación es esencialmente política por lo cual se interesa en difundir las ideas marxistas. Publica la segunda edición de su libro Introducción a la Economía Política y traduce (junto a A. Rhüle) la primera versión en castellano de los Manuscritos económico-filosóficos de 1844 de Karl Marx (publicados bajo el título Economía Política y filosofía) en 1938, México).
Luego de realizar estudios universitarios en Estados Unidos regresa a Uruguay en 1941, ya distanciado del Partido Comunista debido al apoyo de ese partido al pacto de 1939 entre la Alemania nazi y la Unión Soviética.
Retoma sus estudios, escribe en el semanario Marcha y participa de modo independiente en actividades políticas y sindicales.
Siendo padre de un hijo de tres años y de otro de un mes se recibe de abogado en 1950. Ese año publica Legislación del trabajo y previsión social uniendo el Derecho a sus inquietudes sociales.
Los años cincuenta los dedica a desarrollar su actividad profesional pero sigue profundizando en sus estudios y a principios de los sesenta, en el pico de la Guerra Fría, publica Muerte atómica o transformación social (1966) planteando la revolución y derrota del capitalismo como vía para la paz. Por su actividad pacifista se relaciona con Linus Pauling –el dos veces laureado premio Nobel: de la Paz y de Química– con quien establece correspondencia y lo visita en su casa de California. Pauling invita a José Harari a participar en la conferencia Pacem in Terris II (Ginebra, 23-31/05/1967) donde diversas personalidades como Martin Luther King, U Thant, Olof Palme, Linus Pauling, abogan por la paz en el mundo pero centrados en Vietnam.
En esos años sigue de cerca la situación internacional en particular la Revolución Cubana y los procesos antiimperialistas de África y América Latina.
En 1969, con 54 años de edad, se acerca al clandestino M.L.N Tupamaros y participa de la Comisión Política junto a Alberto Candán Grajales y Raúl Sendic, entre otros. Su tarea es estrictamente política y teórica, realizando aportes de reflexión y acción como la propuesta de Estrategia de doble poder.
A fines de 1970 es abogado defensor de su hijo menor, preso por tupamaro, y asume como codefensor de los también presos políticos Raúl Sendic y Julio Marenales. Las reuniones con sus codefendidos en la penitenciaría de Punta Carretas le permiten continuar su tarea de apoyo teórico y discutir la realidad del momento; es así que participa activamente del «Grupo de Marcha» que será uno de las agrupaciones de independientes que fundaron el Frente Amplio en 1971.
A los dos meses de asumir como abogado defensor de su hijo mayor, capturado en abril de 1972, es denunciado por el exdirigente del M.L.N Tupamaros Héctor Amodio Pérez, quien colaboró activamente con las fuerzas represivas. Fue detenido y torturado en el Batallón Florida por los capitanes Calcagno, Camacho y Costa («Los tres C»).
Según el testimonio de Jorge Torres: «Después me volvieron al Batallón Florida y allí, en virtud de que le habían roto todo el abdomen con el borde del tacho al doctor Harari, decidieron innovar en tecnología. Yo inauguré el “submarino automático”, como le llamaban. Te ataban boca arriba sobre las tablas de una tarima, con una picana en los genitales y otra móvil que al sacarte del agua te aplicaban en la boca, en la nariz y en los ojos. Con muy poco esfuerzo te hundían y te sacaban del agua cuando calculaban que podías ahogarte».
Permanece cuatro meses internado como preso en el Hospital Militar donde se repone de las lesiones e inicia una huelga de hambre y de asistencia médica reclamando ser liberado. Su caso es mencionado en el Parlamento por el diputado Zelmar Michelini y el senador Wilson Ferreira Aldunate quienes reclaman su liberación. Luego de una muy prolongada huelga de hambre, y con veinte kilos menos, es liberado sin ser procesado, hacia fines de 1972.
Retoma su función de abogado defensor de presos políticos y en junio de 1973 consigue la liberación de sus dos hijos del Establecimiento Militar de Reclusión conocido como "Penal de Libertad", quienes son obligados a salir del país. Parte con ellos a su segundo exilio.
Luego de pasar un año y medio en Cuba se instala en Francia donde, además de participar en las actividades de solidaridad con Uruguay, continúa sus estudios de Economía Política y profundiza sobre el proceso tupamaro. En 1978 obtiene el grado de Doctor en la Université Paris VIII con una tesis que es publicada en 1986 en Uruguay con el título Contribución a la historia del ideario del M.L.N. Tupamaros: análisis crítico (dos tomos).
Viaja regularmente a Uruguay desde 1984 y regresa pocos meses antes de fallecer, con 79 años, en marzo de 1995.
El 23 de agosto de 2016 se inauguró en el barrio La Paloma del Cerro de Montevideo, por el Plan Juntos, el Complejo habitacional José «El viejo» Harari que alberga 25 familias de escasos recursos que participaron en la construcción de sus nuevas viviendas.

## Obras
- Introducción a la Economía Política marxista, José Harari, prólogo de Carlos Quijano, Montevideo: Librería de Estudiante, 1937.
- Manuscritos económicos-filosóficos de 1844 de Karl Marx (publicados bajo el título Economía política y filosofía : relaciones de la economía política con el Estado, el derecho, la moral y la vida burguesa, traductores Alicia Rühle Gerstel y José Harari, México: Ed. América, 1938.
- Legislación del trabajo y previsión social, Montevideo, 1950.
- Muerte atómica o transformación social. Humanismo científico: esbozo de una doctrina de unidad para evitar la guerra nuclear, Montevideo: Centro Humanista de Estudios Sociales, 1966.
- Crise et révolution à l'époque actuelle : le cas de l'Uruguay : l'essor d'une nouvelle stratégie révolutionnaire, le M.L.N. (Tupamaros), Thèse de 3e cycle sous la direction de Michael Löwy, París: Université Paris 8, 1978.
- Una nueva estrategia revolucionaria : el poder popular armado: Los Tupamaros: trabajo de investigación científica y de docencia, Paris: Université de Paris VIII, U.E.R. d'Économie Politique, 1978.
- Contribución a la historia del ideario del M.L.N. Tupamaros: análisis crítico, T.I y T.II, Montevideo: Editorial MZ, 1986.